# Niphetophora helota
Niphetophora helota är en skalbaggsart som beskrevs av Hermann Julius Kolbe 1895. Niphetophora helota ingår i släktet Niphetophora och familjen Cetoniidae. Inga underarter finns listade i Catalogue of Life.